# Los Sims 3: Y las cuatro estaciones
Los Sims 3: Y las cuatro estaciones (Título original: The Sims 3: Seasons) es la octava expansión de Los Sims 3. Fue confirmada el 2 de agosto de 2012. El videojuego fue lanzado 13 de noviembre en Norteamérica y el 15 de ese mismo mes en España.
Incorpora características de anteriores expansiones como Los Sims: De vacaciones, Los Sims 2: Y las cuatro estaciones y Los Sims 2: Y sus hobbies

## Descripción Oficial
¡Deja que tus Sims se bañen en el mar en verano, pesquen manzanas con la boca entre las hojas otoñales, prueben su habilidad con una tabla de snowboard o den la bienvenida a la primavera con un colorido paraguas! Las actividades como el fútbol y los grandes festivales y celebraciones traerán a la vida el espíritu de cada estación. Tus Sims podrán ir al puesto de besos del festival de primavera, ver qué sorpresas les aguardan en la casa encantada en el Día del Terror y vestirse con prendas que van desde gabardinas hasta ropa de nieve. Con nuevos manjares, elementos decorativos y efectos meteorológicos, ¡tus Sims podrán disfrutar a tope de cada cambio de estación y jugar a la vida como nunca antes!.

### Características
• Deleita a tus sims con nuevas actividades para cada estación: Desde construir un íntimo iglú o tallar un aterrador farolillo de calabaza hasta tirarse desde un trampolín o encender novedosos fuegos artificiales, tu Sim siempre podrá encontrar nuevas cosas que hacer a lo largo del año.
• Únete a la diversión con los festivales de cada estación: Los Sims podrán participar en una guerra de bolas de nieve en el festival anual de invierno, ponerse pintura facial en el festival de verano, divertirse ruidosamente en el baile de primavera o pescar manzanas con la boca durante el festival de otoño.
• Experimenta el placer y los desafíos de los cambios de tiempo: ¡Los nuevos efectos meteorológicos y reacciones de los Sims reflejan el poder y la belleza de la naturaleza! ¡Los Sims pueden broncearse, ser alcanzados por un rayo o pillar un resfriado!
• Lleva al interior el ambiente del exterior: Tu Sim podrá aprender la receta de la tarta de calabaza o adornar su casa con nuevos muebles y elementos decorativos. Hay un montón de nuevos objetos para cada estación. Hazte con una cabina de bronceado para prepararte para el verano, o comparte el espíritu festivo con luces y decoraciones para la casa.
• Vístete para la estación: Dota a tus Sims de nuevas prendas de temporada, como ropa de nieve, gabardinas y paraguas, ¡y nuevos disfraces para el Día del Terror!
• Recibe a misteriosos visitantes: ¡Los nuevos patrones meteorológicos no son lo único que aparece en el cielo! Traba amistad con un visitante alienígena y utiliza su ovni para abducir a un vecino, invadir un solar comunitario o viajar al espacio.

## Contenido General

### Crear un Sims
- Se ha añadido un nuevo tipo de ropa:
- Ropa para exteriores.
- Han añadido nuevos sliders alienígenas.
- Nuevas prendas para vestir
- Nuevos peinados
- Nuevos rasgos

### Nuevos Objetos
- Colchones Flotantes / Acuatumbonas.
- Puesto de Comidas y nueva caja registradora.
- Puesto de besos.
- Medio Tubo (Pista de Ski).
- Cabina para pintarse la cara.
- Portería de Fútbol.
- Juego de Lanzar la Herradura.
- Pista de Patinaje ( De hielo y sobre ruedas).
- Paraguas y Parasoles.
- Nuevas ventanas (Mirar a través de / Ver que tiempo hace).
- Cámara Bronceadora.
- Puesto de comida.
- Nuevo canal de televisión: Canal Meteorológico.
- Puesto de Helados (Versión de interior y exterior).
- Cabina de "competencia de tragones".
- Luces de decoración festivas (Para usarla hay que darle click a la puerta principal y elegir el tipo de luces).
- Pista de bailes (Solo en primavera).
- Nuevos tipos de pólvora.
- Unidad de Control "Climatron".

## Ediciones

### Características de la Edición limitada
Relájate con estilo en el bar de hielo: Reserva Los Sims 3: Y las cuatro estaciones Edición limitada y recibe un exclusivo solar comunitario: el bar de hielo. Este impecable y elegante club social puede colocarse en cualquier mundo de Los Sims 3 y está disponible para todas las estaciones. Se trata de un lugar estupendo al que tus Sims pueden ir a resguardarse del calor en verano o del frío viento de invierno. El local incluye nuevos objetos de hielo que pueden ponerse en cualquier solar para hacer la vida de tus Sims un poco más fresquita.
Crea un punto de encuentro en la casa de tus Sims: Deja que tus Sims reciban a sus invitados con estilo gracias a la elegancia de la barra, el taburete y la mesa de hielo.
Haz que la decoración diaria de tus Sims sea más fresca: Objetos como la silla y la mesa de comedor, la mesa de café, el sofá y el sofá confidente de hielo pueden añadir un estilo característico a cualquier habitación de la casa de tus Sims.
Dale vidilla a tu arquitectura: El bar de hielo también incluye elementos arquitectónicos que pueden añadir un sutil toque de elegancia a los edificios de tus Sims. Instala la columna, el arco de doble puerta, la lámpara de araña o el aplique de pared de hielo para añadir un poco de estilo gélido.

### Características de la Edición limitada deOrigin
Tiburón: Con este cándido disfraz de tiburón, disponible para Sims de ambos sexos que estén en una etapa de la vida comprendida entre la de niño y la de anciano, ambas incluidas, tu Sim será sin duda el alma de la fiesta. ¡Podrá incluso nadar con él!
Abeja: Este adorable disfraz infantil vale para niños y niñas, y es genial para ir a pedir truco o trato o para andar zumbando.